# Comuna Puzîri, Semenivka
Puzîri (în ucraineană Пузирі) este o comună în raionul Semenivka, regiunea Poltava, Ucraina, formată din satele Burbîne, Lukașivka, Puzîri (reședința), Strokaci și Vasîleakî.

## Demografie
Componența lingvistică a comunei Puzîri
     Ucraineană (97,23%)
     Rusă (2,22%)
     Alte limbi (0,56%)
Conform recensământului din 2001, majoritatea populației comunei Puzîri era vorbitoare de ucraineană (97,23%), existând în minoritate și vorbitori de rusă (2,22%).